# 南部利視
南部 利視（なんぶ としみ）は、江戸時代中期の大名。陸奥国盛岡藩の第7代藩主。官位は従四位下・修理大夫、大膳大夫。

## 経歴
宝永5年（1708年）、第5代藩主・南部信恩の次男として誕生。信恩の死後に生まれたため、叔父の利幹が6代藩主となった。幼少時は毛馬内直道が近習を務めた。享保10年（1725年）7月21日、利幹の末期養子として家督を継いだ。同年7月28日、8代将軍・徳川吉宗に御目見した。同年12月18日、従五位下・修理大夫に叙任した。寛延2年（1750年）12月18日、従四位下に昇進する。寛保4年（1744年）1月27日、頭髪の薄さから幕府に惣髪願いを出し、許可されている。
藩主の就任当時は18歳で、家老・中野光康（吉兵衛）に藩政を委ねた。しかし、中野は前藩主時代の倹約政策を破棄して旧制度を復活させたため、翌年には参勤交代の下向の費用に窮する事態となる。なお、藩主・利視は「頗る遊狩を好み、普く領内を巡視せるを以て、能く風俗を諳じ民情」（『南部史要』）に通じていたという。
長男の信伝は旗本南部信弥の養子としており、前藩主・利幹の長男（利視の従弟）利雄を養子にして家督を継がせた。宝暦2年（1752年）に死去した。
なお、次男の南部信居は新屋敷三戸家を、三男の三戸信駕は角屋敷三戸家、四男の南部信周は中屋敷三戸家を興している。

## 系譜
子女は11男8女、うち1人は養女
- 父：南部信恩（1678-1707）
- 母：浄智院 - 黒沢氏
- 養父：南部利幹（1689-1725）
- 正室：国姫、本性院 - 榊原政邦の娘
- 側室：要津院、綾 - 横浜通宴の娘
  - 長男：南部信伝 - 南部信弥の養子
  - 五男：三戸信明
- 側室：円成院 いよ - 漆戸茂英の娘
  - 次男：南部信居 - 娘に南部信丞室（南部利用 (吉次郎)生母）
- 側室：瀬山氏
  - 六男：南部利正（1751-1784）
- 側室：霜林院、三保 - 関式忠養の娘
  - 三男：三戸信駕
  - 女子：アイ - 真涼院、牧野惟成正室
- 側室：普明院、艶 - 工藤祐定の娘
  - 四男：南部信周
- 養子
  - 男子：南部利雄（1724-1780） - 南部利幹の長男